# Dromedarii

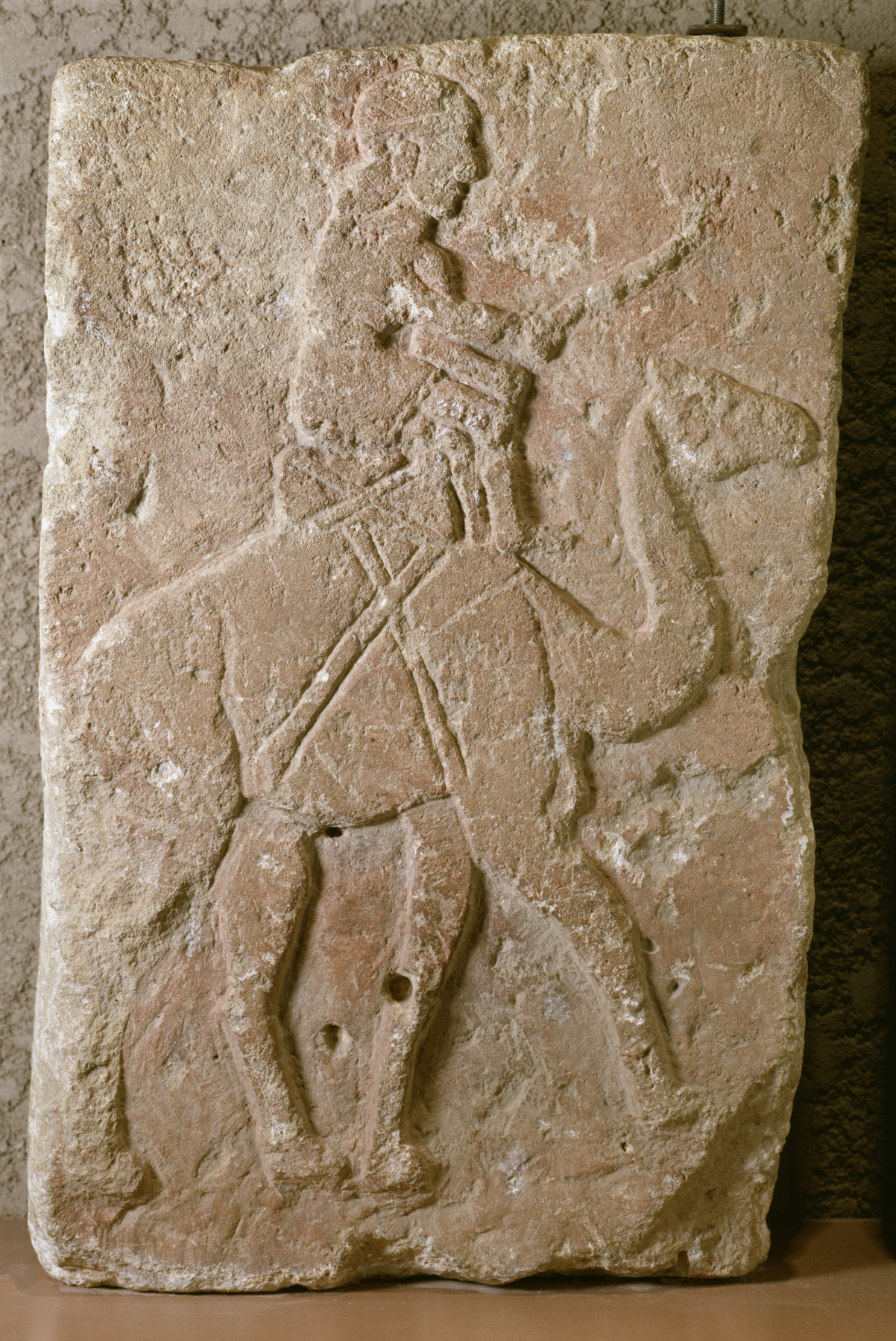
Relief eines Kamelreiters aus Nordsyrien, Tell Halaf, 10. Jahrhundert v. Chr.

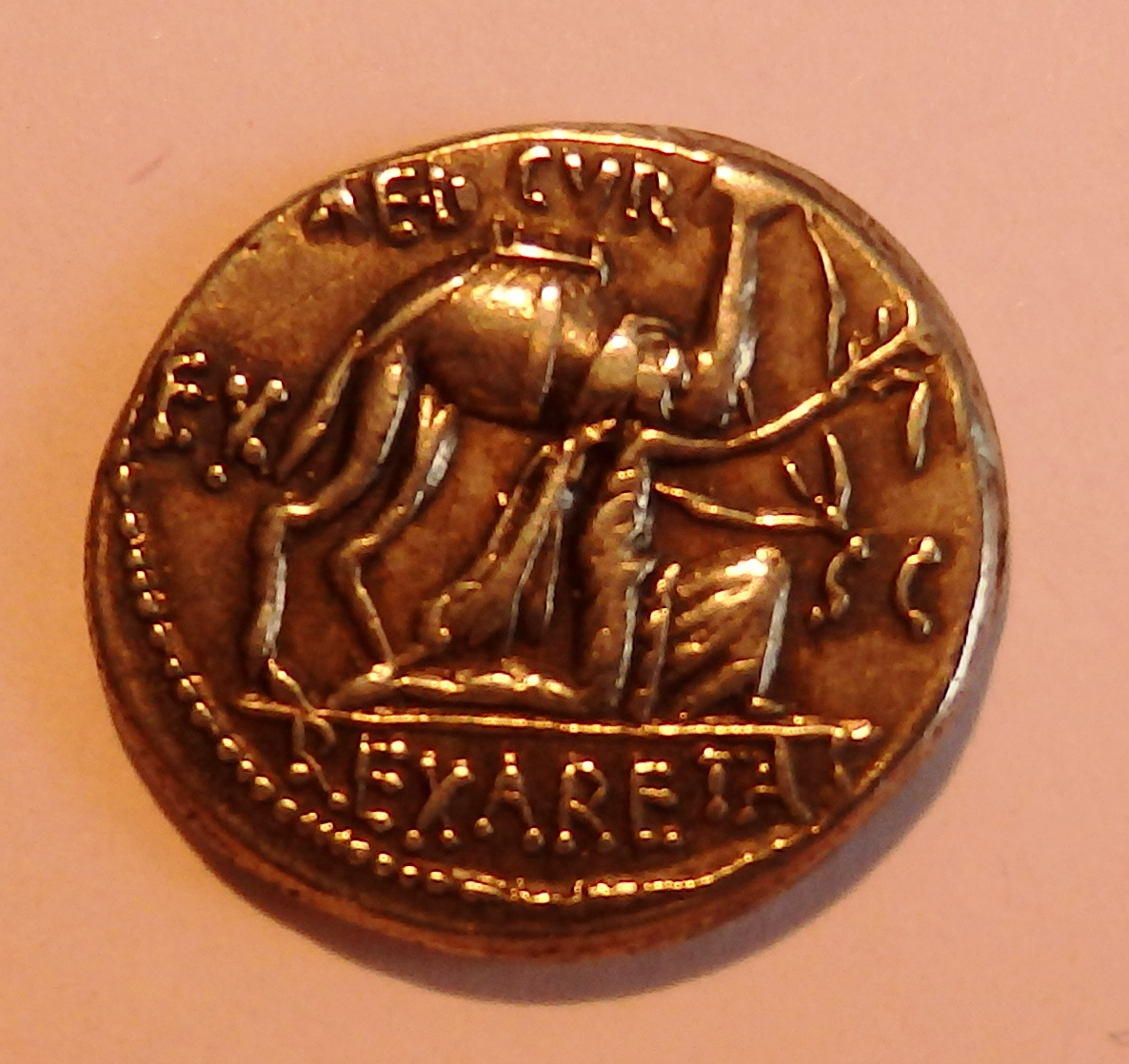
Der Nabatäerkönig Aretas III. unterwirft sich Rom. Die Münze zeigt am Avers ein Kamel und die kniende Figur des Nabtäerkönigs, mit Zügeln und einem zusammengebundenen Olivenzweig in der rechten Hand. Darstellung auf einem römischen Denar des Legaten Scaurus (58 v. Chr.)

Als Dromedarii (dromadarius, griech. καμηλῖται) wurden auf Kamelen reitende Kavalleristen der Auxiliartruppen (Hilfstruppen) bezeichnet, die bevorzugt in den östlichen und südlichen Wüstenprovinzen des Römischen Reiches eingesetzt wurden. Der Begriff Dromedarius bedeutet „…jemand, der auf einem Kamel reitet“ oder „schnell, geschickt“. Er ist eng verwandt mit: Dromas, dromadis = Dromader, das einhöckrige Kamel (Camelus dromedarius). Sowohl arabische als auch nordafrikanische Nomaden domestizierten Kamele seit vielen Jahrhunderten. Es existierte daher eine lange Tradition der Nutzung als Last- und Reittiere, dies überwiegend in Nordafrika und den Ostprovinzen des Reiches. Die Einführung der Kamelreiterei in der römischen Armee geht wohl auch auf die aride Natur des Nahen Ostens sowie als Reaktion auf parthisch/persische Kampfmethoden und die Erfahrungen bei der Abwehr von Einfällen der Nomadenvölker zurück.

## Einsatz

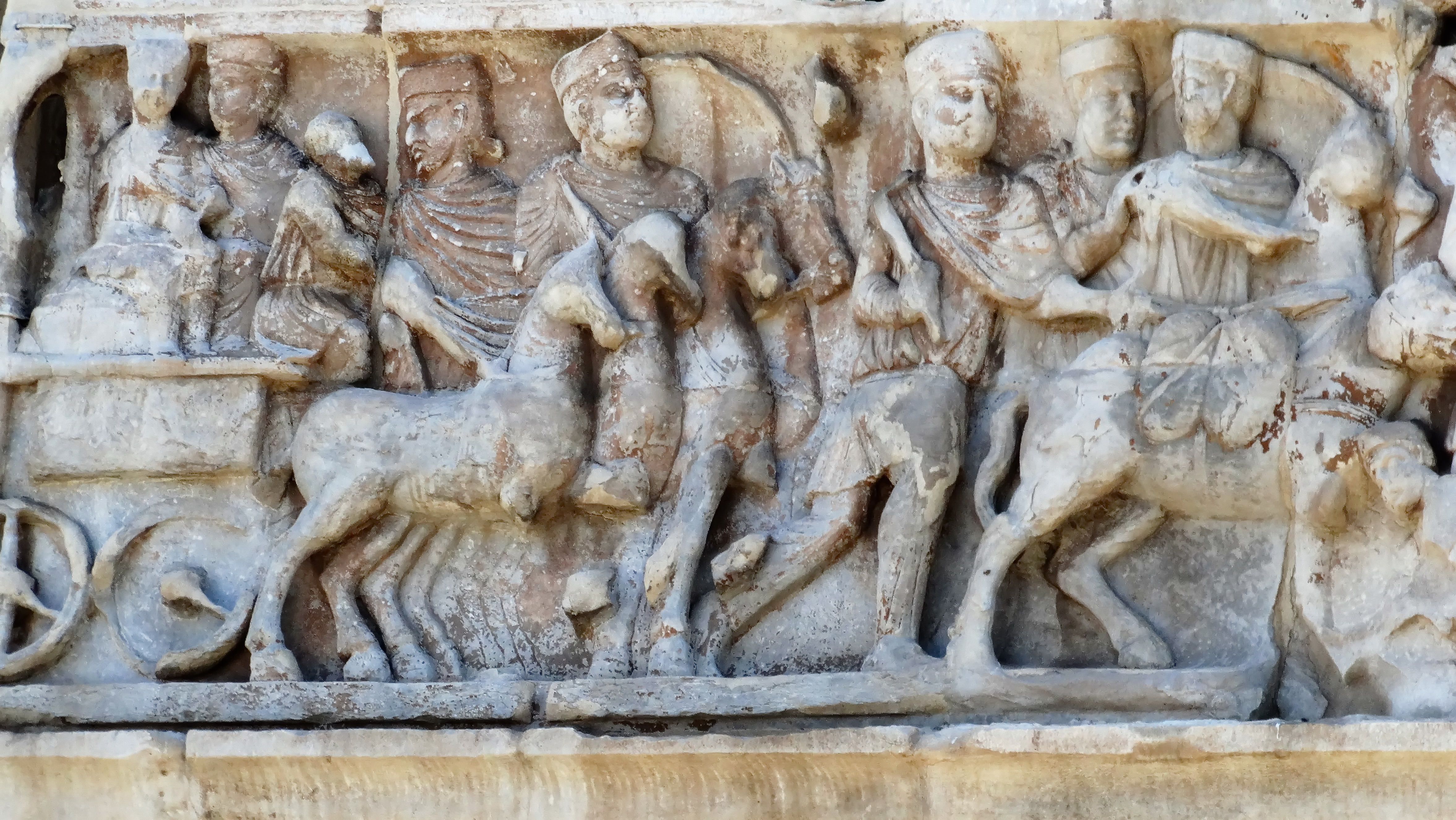
Detail eines Frieses auf dem Konstantinsbogen (4. Jahrhundert n. Chr.) in Rom, er stellt den Kaiser dar wie er auf einem Wagen sitzend, mit seiner Armee zur Schlacht gegen Maxentius aufbricht. Ganz rechts ist vermutlich ein Kamel zu sehen. Die Größe der Skulptur und die Last auf seinem Rücken weisen darauf hin, dass es sich tatsächlich um ein solches handelt.

Wie zu erwarten, waren alle Kamelreitereinheiten in Gebieten mit ariden klimatischen Bedingungen konzentriert; erwähnenswert ist dabei auch, dass andere wüstenähnliche Provinzen im Reich nicht von Dromedariieinheiten bestreift wurden. Natürlich spricht nichts dagegen, dass andere Armeeeinheiten in diesen Gebieten sehr wohl Kamele für Patrouillenritte herangezogen haben; nur dass eben dort keine dieser Spezialeinheiten stationiert war. Darüber hinaus ist nicht gesichert, dass alle Dromedarii ausnahmslos auf Kamelen ritten. Sie werden u. a. auch nicht in den afrikanischen Mosaiken abgebildet, im Gegensatz zu denen in Syrien vorgefundenen; wohl vielleicht auch eine Erklärung für das völlige Fehlen von Dromedarii-Einheiten in der Provinz Mauretania. Die dort lebenden Mauren verwendeten jedoch sicherlich Kamele für ihre Kriege gegen die Vandalen. Es gibt Anzeichen dafür, dass es vielleicht erst um die Zeitenwende von der Cyrenaica aus in Richtung Westen vorgedrungen ist. Auf den Münzen eines Legaten des Marcus Antonius, Marcus Lollius Palicanus (um 39 v. Chr.) sind am Revers Dromedare zu sehen, vielleicht als Symbol der Provinz. Es scheint jedoch, dass sich die militärische Nutzung des Dromedars überraschend langsam über das römische Nordafrika ausbreitete. Vielleicht geschah dies erst zur Zeit des Septimius Severus (194-211), der syrische Truppen zum Kampf gegen Nomadenstämme dorthin verlegte. Schließlich tauchten Kamele mit Handelskarawanen oder Armeeeinheiten als Reit- oder Packtiere am Anfang des 4. Jahrhunderts n. Chr. auch in Europa von Mösien bis Britannien auf. Sicherlich hauptsächlich entlang der Fernstraßen.
Aufgrund der besonderen geografischen und klimatischen Gegebenheiten wurden Dromedarii ausschließlich in den oströmischen Provinzen aufgestellt. Die östlichen Wüsten waren ein wichtiger Transitraum für den Handels- und Reiseverkehr aus den Anrainerstaaten des Roten Meeres und des Indischen Ozeans. Dieser nahm während der ptolemäischen und römischen Herrschaftsperioden stark zu. Die dort vorherrschende Wasserknappheit, insbesondere in den Wüstengebieten, legte den Einsatz von Kamelen durch das Militär nahe. Die Römer hatten auch sicherlich oft genug die Gelegenheit, bei Konfrontationen die Kampfesweise der Nomadenstämme in den Wüsten Mesopotamiens, Syrens und Arabiens genau zu studieren.
Dromedarii waren dazu bestimmt, in den Wüsten die Aufgaben der leichten Kavallerie zu übernehmen. Dabei sollten sie auf dem Marsch befindliche Infanterie an ihren Flanken abschirmen oder feindliche Truppenbewegungen auskundschaften. Bei Bedarf setzte man sie auch gegen feindliche Reiterei ein, da Pferde instinktiv vor den Ausdünstungen der Kamele zurückscheuen. Der spezielle Charakter der Kamele sowie der Umstand, dass die Gefahr durch Nomadenstämme für das Römische Reich nicht allzu groß war, prädestinierte sie allerdings nicht für den Einsatz in der vordersten Schlachtlinie.
Dromedarii wurden bevorzugt in die Truppen an der Grenze zum Sassanidenreich und in Ägypten eingereiht. Ihre Einsätze wurden dabei aber auch auf das Vorhandensein von Spezialeinheiten des Feindes (z. B. Bogenschützen, Kavallerie, Kataphrakte, Phalanx) abgestimmt, sie scheinen somit auch eine Reaktion auf die Kampfesweise ihrer persischen Gegner (Parther, Sassaniden) gewesen zu sein. Dromedareinheiten wurden auch für Karavaneneskorten, Schutz hochrangiger Beamte auf Reisen, Kurierdienste, Patrouillen auf wichtigen Verbindungs- und Versorgungsrouten und für Polizeifunktionen herangezogen. Begleitet wurden die Karawanen von einem ortskundigen Führer, dem Synodiarcha. Er organisierte die Karawanenzüge, führte sie durch die Wüstengebiete, besorgte Wasser und Nahrung und verhandelte bei Bedarf mit den Nomaden oder den parthischen Behörden. Der Statthalter der Provinz Arabia ergänzte seine Palastgarde (Equites singulares) offensichtlich auch mit Dromedarii.
Der Militärtheoretiker Vegetius behauptet, dass die Dromedarii für den Kampfeinsatz weitgehend unbrauchbar waren. Laut dem Pseudo-Hyginus der sie als Epibatae bezeichnet, wurden sie auch für Transportzwecke eingesetzt. Transportiert wurden Getreidesäcke, Werkzeug, Gepäck und Waffen, aber auch Poststücke. Im Unterschied zu anderen Lasttieren wurden Kamele von zivilen Züchtern beschafft. Voraussetzung für eine Übernahme in die Armee waren die Einhaltung von Standards bezüglich Statur und Gesundheit der Tiere, weiters wurden sie hierfür von Tierärzten untersucht.
Aus historischen Quellen ist bekannt, dass zur Zeit der Kaiser Claudius und Nero auch Kamelkämpfe und -rennen im Circus Maximus veranstaltet wurden. Auch anderswo in der römischen Welt wurden Kamelknochen in Amphitheatern gefunden: im Kolosseum in Rom, in Cartago Nova in Spanien und im römischen Amphitheater von Serdica in Bulgarien.

## Historische Entwicklung
Antike literarische Quellen berichten, dass Kamele an Militärexpeditionen der Nabatäer teilnahmen. Dies ist für einen Feldzug des Makedonenkönig Demetrios I. Poliorketes gegen die Nabatäer im Jahr 311 v. Chr. bekannt. Plutarch berichtet hierzu:

„Demetrius wurde gesandt, um die Araber, die als Nabatäer bekannt sind, zu unterwerfen, und ging dabei große Gefahren ein, indem er in Regionen gelangte, die kein Wasser hatten; aber er war weder darüber erschrocken noch sehr beunruhigt, und er erschreckte damit die Barbaren, so dass er viel Beute und siebenhundert Kamele von ihnen nahm und zurückkehrte.“

In nabatäischen Inschriften fand sich bisher keine explizite Bezeichnung für Kamelreiter. Kamelreiter wurden von den Seleukiden als auch den Parthern gegen die Römer in den Kampf geworfen. Zum ersten Mal trafen römische Soldaten in der Schlacht bei Magnesia (190 v. Chr.) auf Dromedarii, die in den Reihen der Seleukidenarmee kämpften. Titus Livius berichtet wie Antiochos III. sie in dieser Schlacht einsetzte:

„Auf ihnen [den Dromedarii] saßen arabische Bogenschützen, die schmale, vier Ellen lange Schwerter hatten, um so aus großer Höhe den Feind treffen zu können.“

Etwas später, im Jahr 93 v. Chr., wurde Alexander Jannaeus, König in Judäa, in einer Schlacht gegen den nabatäischen König Obodas I. am Golan „…in eine tiefe Schlucht gelockt und unter einer Vielzahl von Kamelen zermalmt“. Die früheste Erwähnung von Kamelen im Maghreb findet sich im Bellum Africanum wonach 22 Exemplare, die König Juba (25 v. Chr.–23 n. Chr.) gehörten, während eines Gefechts in dem Feldzug erbeutet wurden, der in der Schlacht von Thapsus (45 v. Chr.) sein Finale hatte. Es ist allerdings nicht bekannt, wo oder wie Juba seine Kamele einsetzte und es gibt keinen Hinweis auf ihre Verwendung in punischer Zeit. In der Schlacht bei Carrhae (53 v. Chr.) prasselte auf das von den Parthern eingeschlossene römische Heer fast ununterbrochen ein massiver Pfeilregen nieder. Die Hoffnung der Römer, dass diese bald alle ihre Pfeile verbraucht hätten, erwies sich als trügerisch, denn ihre Gegner führten mit Hilfe von 1000 Kamelen ihren Bogenschützen ständig neue Pfeile zu. Das einhöckrige Kamel symbolisierte für die Römer das nabatäische Königreich, das im Jahr 106 in der Provinz Arabia Petraea aufging. Zwei römische Münzen, ausgegeben vor und eine nach der römischen Annexion, zeigen Dromedare. Die erste ist eine 58 v. Chr. unter Marcus Aemilius Scarus, einem Legaten des Pompeius, geprägte Münze, die die Kapitulation des nabatäischen Königs Aretas III. (87–62 v. Chr.) nach seiner Expedition gegen die Nabatäer, 62 v. Chr., feiert. Es zeigt den König neben einem Kamel kniend, von dem er wohl gerade herabgestiegen ist, um sich zu offiziell Rom zu unterwerfen. Dies zeigt, dass es wahrscheinlich auch als königliches Reittier galt. Dennoch wurde dieses Symbol nur von einem der nabatäischen Könige verwendet, Obodas III. Meistens wurde dafür, wohl aus Prestigegründen, der Adler dafür herangezogen. Eine Münzemission wurde in Rom zum Gedenken an die Siege Kaiser Trajans und die Gründung seiner neuen Provinzen ausgegeben. Die ersten, die an die Gründung der Provinz Arabia erinnern, wurden möglicherweise bereits 106–108 n. Chr. geschlagen. Am Revers ist die Personifikation der neuen Provinz in einem langen Gewand zu sehen. Sie trägt zwei Attribute, ein Stängelbündel und vermutlich einen Weihrauchzweig. Sie wird auch durch die verkleinerte Figur des Kamels symbolisiert, das neben ihr zu sehen ist. Die Legende lautet Arabia adquisita.
Anlässlich Gnaeus Domitius Corbulos Feldzug in Syrien (62), um Caesennius Paetus zu entsetzen, der von den Parthern bei Rhandeia geschlagen wurde, werden erstmals Kamele im Tross als Packtiere erwähnt. Dennoch ließ man noch einige Zeit verstreichen, ehe man sich entschloss sie auch in den Kampfeinheiten zu verwenden. In Ostia fand sich in den 1950er Jahren der Grabstein (Datierung: 69 bis 96) des Freigelassenen (libertus) T. Flavius Stephanus, der zu Lebzeiten das Amt eines praepositus camellorum bekleidet hatte. Welche speziellen Aufgaben dieses Amt umfasste, ist unbekannt. In der Römischen Armee tauchen reguläre Dromedarii erst in der mittleren Kaiserzeit auf. Sie wurden wohl unter Kaiser Trajan (98–117) in der Armee etabliert und zunächst als Aufklärer an den Grenzen eingesetzt. Mindestens eine Kamelreitereinheit wurde, laut dem Chronisten Strabo, von Gallus im Jahr 106 für die Besetzung des Nabatäerreichs aus Orientalen rekrutiert. Auch Nabatäer dienten ab dem frühen 2. Jahrhundert in der römischen Armee. Es ist möglich, sie anhand griechischer Graffiti zu identifizieren, vor allem wenn sie typische nabatäische Namen trugen. Aus einem von Theodor Mommsen veröffentlichten Papyrus erfahren wir beispielsweise, dass 156 n. Chr. zu der damals in der ägyptischen Thebais stationierten cohors I Augusta praetoria Lusitanorum auch eine Abteilung Kamelreiter gehörte. Laut dem Chronisten Herodian setzte der parthische Großkönig Artabanos IV. (213–224) eine Einheit ein, die aus schwer gepanzerten Soldaten bestand, die mit Speeren ausgerüstet waren und auf Kamelen ritten. Im Laufe des 2. und 3. Jahrhunderts n. Chr. tauchen Dromedarii bei den Hilfstruppen in Syrien und Ägypten auf. Sie umfassten jedoch nicht mehr als ein paar Dutzend Soldaten. Zwischen zweiunddreißig und sechsunddreißig Dromedarii sind beispielsweise für die cohors XX Palmyrenorum equitata, stationiert in Dura-Europos (Syrien), im frühen dritten Jahrhundert bekannt.
Der Pseudo-Hyginus erwähnt den Einsatz von Kamelen an der Donaugrenze, möglicherweise während der Markomannenkriege des Marcus Aurelius (161–180). Turmae von Dromedarii werden in einigen berittenen Kohorten in Syrien, Arabien und Ägypten erwähnt. In der Schlacht von Nisibis im Jahr 217 n. Chr. rückte die persische schwere Kavallerie auf Dromedaren und Pferden gegen die römische Frontlinie vor. Die römischen Soldaten zogen sich daraufhin zurück und verstreuten dabei überall eiserne Krähenfüße auf dem Boden. Als die Perser über sie hinwegritten, bohrten sich diese in die Hufe der Pferde und Dromedare, die daraufhin niederstürzten und ihre Reiter abwarfen. Die Römer töteten die am Boden liegenden Kataphrakten und brachen so die persische Angriffswelle. In der Zeit des Diokletian (284–305) wurden in Südägypten und Palästina einige Kamelreitereinheiten aufgestellt, um Überfälle der Wüstennomaden abzuwehren. Diese mussten aber zum Kämpfen von ihren Reittieren absteigen. Die römische Armee in Afrika benutzte das Dromedar wohl nicht vor dem 4. Jahrhundert n. Chr. Ammianus Marcellinus berichtet dass der Comes Africae, Romanus, von den Leptitanern im Jahr 370 n. Chr. die Stellung von 4000 Kamelen für einen Feldzug forderte. Dromedarioi sind auf Papyri für das Oströmische Reich bis in das 6. Jahrhundert bezeugt. Sie verschwanden spätestens nach der Eroberung des Nahen Ostens durch die Araber.

## Truppen
Die sechs bislang bekannten Kamelreitereinheiten in Syrien, Palästina und Ägypten, werden in den Quellen nicht als indigenae bezeichnet und müssen daher von woanders her stammen. Angesichts der engen Verbindung Arabiens mit dem Kamel, der Nähe dieser Region zu Ägypten und der dortigen Präsenz von arabischen Truppen ist es sehr wahrscheinlich, dass es sich bei den Dromedarii auch größtenteils um indigene Araber handelte. Auch der Name des "dromadarii". in der cohors I Augusta Praetoria Lusitanorum, Barbasatis, könnte semitische Wurzeln haben.

### Organisation
Die römischen Kamelreiter wurden normalerweise in eine cohors equitata, einer teilberittenen Kohorte, eingereiht. Sie wurden anfangs aber entweder der Infanterie oder der Kavallerie zugeteilt. Dies hing vermutlich von den in den Provinzen vorherrschenden Organisationssystemen des Militärs ab. Eine 1.000 Mann starke Dromedariieinheit in Syrien wurde zu Zeiten des Trajan (98–117) als Reiterschwadron (Ala millaria) bezeichnet, während die Kamelreiterabteilung der syrischen cohors XX Palmyrenorum, bekannt aus einem Papyrus aus Dura-Europos, zur Infanterie zählte. Man nimmt an, dass jede ala oder cohors Equitata einen Anteil von 15 % an Kamelreitern enthielt. Die Kamelreiter wurden üblicherweise am Ende jedes Eintrags in der Truppenliste, d. h. erst nach den Infanteristen, angeführt. In Ägypten wurde jedoch ein Dromedarius der cohors I Augusta Praetoria Lusitanorum namens Cronius Barbasatis im Jahr 156 der Turma des Decurio Salvianus zugeteilt. Er hatte sich freiwillig zur Armee gemeldet und war nicht erst von einer anderen Einheit dorthin versetzt worden, sodass vermutlich seine Erfahrung im Umgang mit diesen Tieren hierfür ausschlaggebend waren. Laut Dixon/Southern war Barbasatis jedoch in dieser Hinsicht ein Ausnahmefall. Man nimmt an, dass man sich normalerweise zuerst als Infanterist (Miles) anwerben ließ und danach auch einige Jahre dort dienen musste. Später konnte man sich u. a. zu den Kamelreitern versetzen lassen.
Bekannte Dromedariieinheiten waren:
| Einheit                     | Provinz     | Beschreibung |
| --------------------------- | ----------- | --- |
| ala Gaetuli                 | Mauretanien | Aus dem nördlichen Hedjaz, Region Medain-Saleh – etwa 900 km von Bostra und dem Legionslager der Legio III Cyrenaica entfernt – ist ein Graffiti in lateinischer und griechischer Schrift (sowie nabatäischer) bekannt, die römische Dromedarii und Kavalleristen einer aus Mauretanien stammenden Reitereinheit erwähnen.                                            |
| ala I Ulpia Dromadariorum   | Syria       | Eine 1000 Mann starke Kamelreitereinheit, die unter Kaiser Trajan im 2. Jahrhundert n. Chr. aufgestellt wurde. Ein Relief gleicher Zeitstellung aus Palmyra zeigt möglicherweise einen ihrer Soldaten, erkennbar sind auch Details der Bewaffnung der Palmyrenischen Dromedarii (siehe Abbildung).                                                                    |
| ala Antana dromedariorum    | Palestinae  | Laut der Notitia Dignitatum war diese dort im 4. Jahrhundert stationiert und zählte zur Armee des Dux Palestinae. |
| ala I Valeria dromedariorum | Thebais     | Laut der Notitia Dignitatum war diese dort im 4. Jahrhundert stationiert und zählte zur Armee des Dux Thebaidos. Eine Inschrift aus dem syrischen Rimea nennt einen Veteranen dieser Einheit, Iulius Candidus. Während seiner Dienstzeit in dieser Einheit erreichte er den Rang eines duplicarius                                                                    |
| ala II Herculia Dromedaria  | Thebais     | Laut der Notitia Dignitatum war diese dort im 4. Jahrhundert stationiert und zählte zur Armee des Dux Thebaidos. Ein Papyrus von ca. 300 n. Chr. aus Panopolis in Oberägypten, nennt sieben ihrer Angehörigen, von denen zwei als Katafrakten aufgelistet werden. Diese Catafractarii, ritten allerdings auf Pferden und wurden wohl als Schockkavallerie eingesetzt. |
| ala III dromedariorum       | Thebais     | Laut der Notitia Dignitatum war diese dort im 4. Jahrhundert stationiert und zählte zur Armee des Dux Thebaidos. |

## Bewaffnung und Ausrüstung
Dromedarii könnten mit Bögen, Schilden und langen Stoßlanzen (contarius) bewaffnet gewesen sein, wie die Wandfresken in Dura Europos annehmen lassen. In Bezug auf Kamelreiter im Kampf besitzen wir einige Informationen aus antiken literarischen Quellen, Appians Syrische Kriege (6.32) und bei Titus Livius. Beide beschreiben ein arabisches Kontingent Kamelreiter, die unter König Antiochus III. gegen die Römer kämpfen. Es wird berichtet, dass sie berittene Bogenschützen waren, und dass sie dabei auch ein langes Schwert (Gladius oder μάχαιρα) für den Nahkampf bei sich trugen. Livius erzählt, dass sie vor der Kavallerie positioniert wurden. Wenn man Appians Auflistung der arabischen Kamelreiter mit den leicht bewaffneten Kriegern hinzufügt, deutet dies stark darauf hin, dass die Kamelreiter – zumindest in der Schlacht von Magnesia – als Plänkler eingesetzt wurden. Aufgrund der angeblichen Überlänge ihrer Schwerter (Titus Livius) schlägt Edward Dabrowa vor, dass es sich hierbei in Wirklichkeit wohl eher um Speere als um Schwerter gehandelt hatte. Beweise für mit Speeren bewaffnete Dromedarii liefern auch die Wandfresken von Dura Europos, auf der die Streitkräfte der Palmyrener (oder von ihnen beeinflusst) dargestellt werden. Diese Soldaten tragen sowohl Schwerter als auch Stoßlanzen und scheinen für einen völlig anderen Zweck als zum Kampf in der vordersten Linie gerüstet zu sein. Diese Dromedarii sollen sich eindeutig schnell bewegen können und den Feind aus der Distanz heraus bekämpfen.
Schwerter würde man bei Bogenschützen erwarten, obwohl sie, wenn sie in einen Nahkampf geraten, eine Fernwaffe hätten, die sie ebenfalls gut zu ihrer Verteidigung eingesetzt haben könnten, aber er wäre in diesem Zusammenhang nur eine Notlösung. Anstatt eines Schwertes konnten stattdessen aber auch Messer mit langen, geraden Klingen getragen worden sein. Diese Waffe würde sicherlich von einem Kamelreiter im Ernstfall leichter zu handhaben sein. Solche Langmesser sind auch bei den heutigen Beduinen noch üblich. Weder Livius noch Appian berichten davon, dass Dromedarii auch eine Rüstung (lorica) trugen. Herodot behauptet hingegen, dass arabische Kamelreiter, die für die Perser gegen die Griechen kämpften, wie deren zu Fuß kämpfende Bogenschützen (sagitarii) gepanzert waren; das bedeutet, dass sie einen längeren Ketten- oder Schuppenpanzer oder wenigstens eine dick gefütterte Tunika mit einem Gürtel (balteus) trugen. In Dura-Europos fand man die Darstellung eines palmyrenischen Kamelreiters, der bekleidet mit einem Kürass, einer Hose, und knielanger Stiefel oder Stiefeletten (calceus) auch Beinschienen trug. Er führt weiters einen Pfeilköcher mit sich und etwas, das wie ein kleiner runder Schild (parma) aussieht. Der obere Teil des Wandfrieses ist jedoch im Laufe der Zeit verloren gegangen. Als Sonnenschutz verwendete ein Dromedarius vielleicht seine paenula, ansonsten passte sich seine Kleidung – zumindest teilweise – sicherlich an die lokalen Traditionen an. Diverse Rekonstruktionsversuche in der Fachliteratur basieren u. a. auf den Funden von Mons Claudius und Didimoy, beide in Ägypten gelegen.

## Dromedar

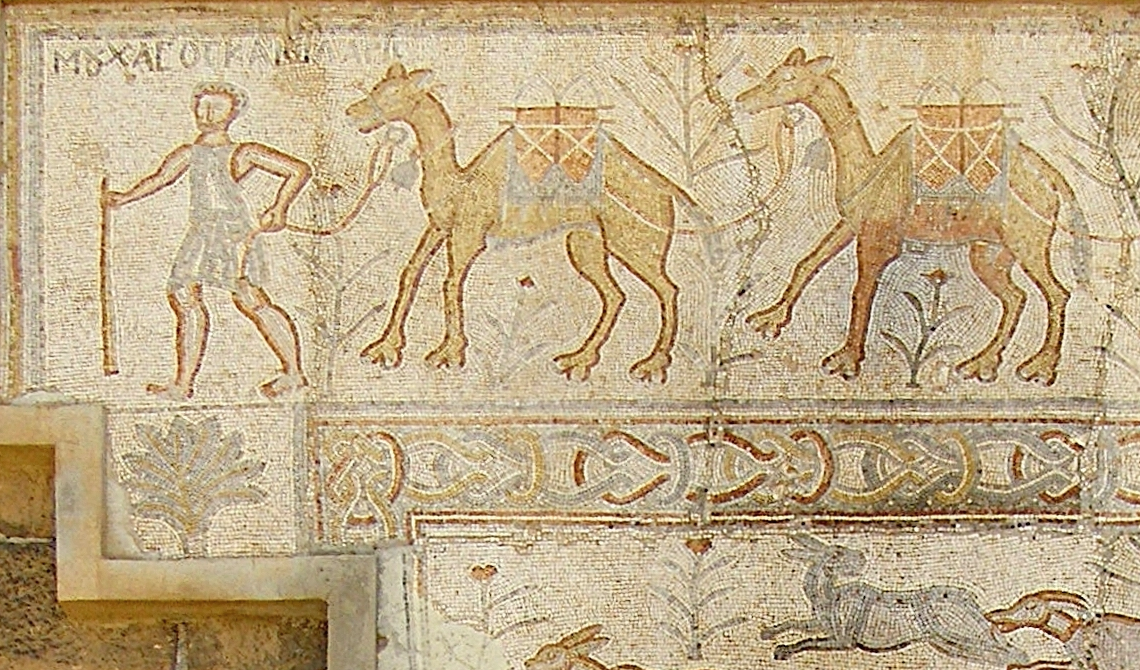
Römisches Mosaik einer Kamelkarawane aus Bosra

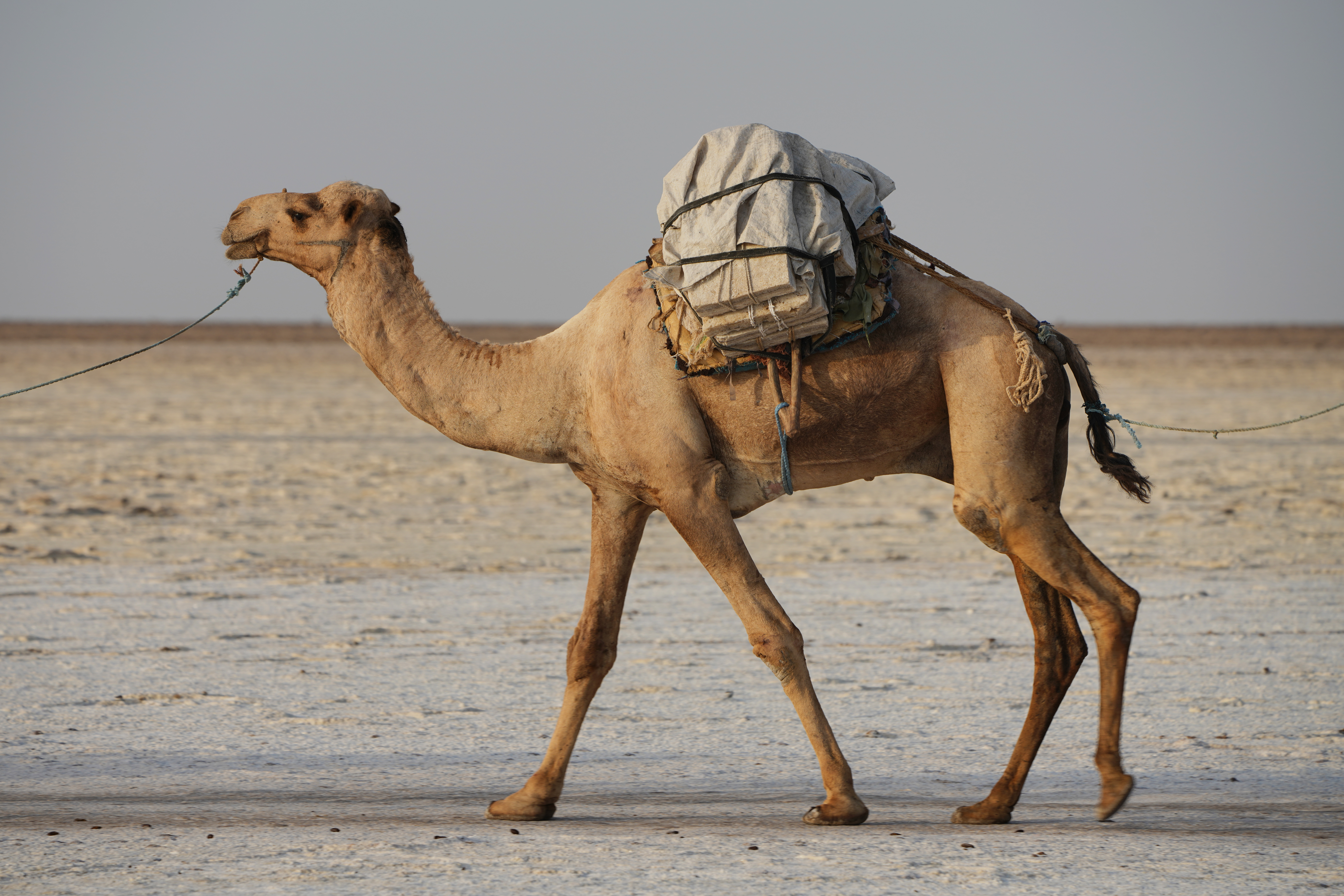
Dromedar als Arbeitstier beim Salztransport

Das Arabische Kamel (Camelus dromedarius) war in der römischen Welt allgemein bekannt. Bemerkenswert ist, dass die Dromedare anscheinend nur im Westen des europäischen Kontinents eingesetzt wurden. Das Baktrische Kamel (Camelus bactrianus oder Camelus ferus) war im Nahen Osten und im Mittelmeerraum bis zum sechsten Jahrhundert n. Chr. nicht bekannt; sein natürlicher Lebensraum ist Innerasien, insbesondere das heutige Afghanistan und die Wüste Gobi. Der Grund hierfür war, dass wegen der ständigen Spannungen mit den Parthern und Sassaniden die Handelswege in diese Regionen unterbrochen waren; die wichtigste Ost-West-Route war damals nicht die Seidenstraße, sondern eine weiter nördlich gelegene Route über die Ukraine und Kasachstan oder der Seeweg im Süden. Ab dem fünften Jahrhundert, als Ostrom und die Sassaniden etwas längere Friedensperioden durchlebten, wurde die Seidenstraße von den Handelskaravanen stärker genutzt. In dieser Zeit tauchte auch diese Kamelart in größerer Zahl im Westen auf.
Obwohl sie auf dem europäischen Kontinent nie heimisch geworden sind, wurden Knochenreste wiederholt in den dortigen römischen Provinzen gefunden. Kamelknochen aus der Römerzeit fanden sich in Italien, der iberischen Halbinsel, Österreich, der Schweiz, der Ukraine, Frankreich, Deutschland, England, Ungarn, Bulgarien und Slowenien, dort z. B. in Ajdovščina – Castra oder Hrušica – Ad Pirum (Slowenien), sowie in Viminacium, Provinz Moesia. Da bisher kein vollständiges Kamelskelett im europäischen Teil des Reiches gefunden wurde, stellt dieses einen einzigartigen Fund in diesem Gebiet dar. Nach den morphometrischen Merkmalen des Skeletts wird vermutet, dass das Skelett zu einem Hybridindividuum (Kreuzung Dromedar mit Trampeltier) gehörte. Da es nicht genügend archäozoologische Daten für Kamelkreuzungen aus der römischen Antike gibt, bleibt die Herkunft der in Serbien identifizierten Hybriden ungewiss. Die Verwendung dieser robusten Tiere in römischen Handelskarawanen, Armeeeinheiten und Nachschubkonvois, erscheint jedoch als plausibel, da sie gut an kälteres Klima und schwieriges Gelände angepasst waren, könnten sie dem europäischen Klima sicherlich besser standgehalten haben als die Dromedare.
Kamelknochen finden sich auch in Grabungsschichten des zweiten und dritten Jahrhunderts in der Provinz Pannonia Inferior, aber auch aus einer Villa rustica des 3. oder 4. Jahrhunderts im serbischen Vranj. Im Gegensatz zu den westlichen Provinzen wurde osteologisches Fundmaterial von den nordöstlichen Grenzprovinzen des Reiches noch nicht bearbeitet. Die ältesten von ihnen datieren in das 1. Jahrhundert n. Chr. und stammen aus Tanais (Halbinsel Krim) und dem Legionslager Novae an der unteren Donau. Die Mehrheit dieser Knochen konnten jedoch baktrischen Kamelen zugeordnet werden. Da sich darunter auch solche von sehr jungen Exemplaren befinden, nimmt man an, dass Kamele zur Zeit der römischen Antike auch in Europa gezüchtet worden sein könnten. Es ist aber davon auszugehen, dass sie hauptsächlich als Packtiere verwendet wurden (Traglast bis zu 180 Kilogramm), wahrscheinlich in der Armee, wie auch Knochenfunde in Britannien und Gallien nahelegen. Bei den Grabungen im rätischen Kastell Vemania stieß man u. a. auch auf die Knochenreste eines baktrischen Kamels. Es könnte von der Besatzung bei ihrer Rückkehr von einem (durch Münzfunde belegten) Feldzug in Nordafrika als Lasttier mitgeführt worden sein.
Besonders in spätrömischer Zeit unterhielt der römische Staat eine große Anzahl von Kamelkolonnen, die die Armee auf ihren Feldzügen mit dem nötigen Nachschub versorgten. Darüber hinaus wurden sie in den südlichen Provinzen auch zur Feldarbeit herangezogen. Zeitgenössische schriftliche Quellen erwähnen den Verzehr von Kamelfleisch und ihrer Milch. Kamele haben gegenüber anderen Lasttieren erhebliche Vorteile. Die problemlos bewältigbare Tagesetappe für ein Kamel, das sich in der Wüste fortbewegt, beträgt im Sommer ca. 20 km und im Winter ca. 25 km. Obwohl Maultiere und Esel vergleichbare Distanzen pro Tag zurücklegen können und man natürlich auch auf Pferden eine Wüste durchqueren kann, können Kamele nicht nur den großen Stress durch Hitze, Trockenheit und Mangel an Vorräten besser bewältigen, sondern erholen sich auch vollständig davon, sofern der Wasserentzug nicht mehr als vier Tage andauert. Dies liegt daran, dass ihre Fähigkeit zur Wasserretention weitaus effizienter als bei anderen Nutztieren ist. Kamele können alle Arten von Wüstenpflanzen fressen und damit nicht nur Nahrungsenergie, sondern so auch zusätzlich Wasser aufnehmen, daher müssen weniger Futtervorräte mitgeführt werden. Zudem sind sie in der Lage, Wasserquellen schon aus großer Entfernung zu wittern. Ihre langen Wimpern schützen ihre Augen vor aufgewirbeltem Sand und Staub, außerdem kann ihr Dung als Brennstoff verwendet werden. Die Stuten produzieren auch während langer Märsche weiterhin Milch.